# Радомир Васиљевић
Радомир Васиљевић (Лукићево код Зрењанина, 1947 — Београд, 2012), био је професионални војник, поморски заставник 1. класе, припадник војне полиције, али и пјесник аматер, аутор пјесме „Јаничар” у извођењу Предрага Цунета Гојковића.
Васиљевић је написао више стотина пјесама, углавном лирских, које је објавио у неколико збирки пјесама Књижевног клуба „Никола Тесла”, чији је био члан. Критика је врло похвално говорила о његовим пјесмама и стиховима у које је уткао успомене и осећања на два његова, како је говорио родна краја: Србију, гдје је рођен и одрастао и гдје је провео највећи дио свог радног вијека, те Босну, одакле су Васиљевићи поријеклом. Према критици, умио је да „види” и да осећа оно о чему пише што се и примећује у његовим стиховима.

## Биографија
Васиљевић је рођен у селу Лукићеву код Зрењанина 1947. године, у породици послератних колониста поријеклом из Босне. У родном мијесту је завршио осмогодишњу школу, да би потом 1966. похађао и завршио Морнаричку подофицирску школу, поморски смијер. Није био морнаричкотехнички (као већина подофицира у Ратној морнарици ЈНА) већ поморски подофицир (носио је ознаку поморске звијезде на рукаву). Као поморски подофицир службовао је на више бродова, углавном миноловаца. Почетком 70-тих година прошлог вијека, као посебно изабрани старјешина распоређен је у тада новоформирани 282. батаљон војне полиције Управе безбедности ССНО. Ту је обављао различите дужности, углавном на задацима обезбјеђења лица и објеката. Од 1978. године био је у саставу Вода војне полиције специјалне намјене (из кога су настале данашње “Кобре”) као припадник одељења за противдиверзијску заштиту. Уласком 282. БВП у састав Гарде постаје и гардиста.
У пензију је отишао 1993. године из службе дежурства војне полиције ГШ ВЈ, која је била у саставу Одјељења војне полиције Управе безбедности ГШ. Преминуо је децембра 2012. године у Београду. Сахрањен је на Новом Бежанијском гробљу у Београду. Као старјешина ЈНА и кратко ВЈ поносио се својом поморском специјалношћу и припадношћу војне полиције. Иако физички врло крупан и снажан, према оцјени колега и пријатеља, био је оличење тихог и мирног човјека.

### Пјесништво
Иако је врло рано имао додира са естрадом (његова прва супруга Рада, је била пјевачица), Раде је остао скроман и посвећен послу старјешине, али и писању стихова. Скоро да није било колеге коме није посветио неколико пригодних стихова, често шаљивих.
Пјесме: „Јаничар”, у извођењу Цунета Гојковића, те „Добро јутро Шумадијом”, у извођењу Гордане Стојићевић, су свакако његове двије најпознатије пјесме. Обје пјесме су ушле у избор РТС “60 најлепших народних пјесама”. Међутим, он је написао и више десетина других, релативно познатих пјесама. Чак и стихови верзије пјесме “Јаничар” коју изводи Синан Сакић су његово дјело. Његови су стихови и код ових пјесама: “Омер и Мерима” (извођач Шабан Шаулић), “Стој Јаране” (извођач Халид Муслимовић), “Стан Дунаве, стани плави” (извођач Цуне Гојковић), “Удри Мујо шаргију” (извођач Аземина Грбић), “Хладни вјетре путуј даље” (извођач Аземина Грбић), “Неком ништа, неком све” (извођач “Свилен конац”), “Стара срећа на љубав ме сећа” (извођач Милoш Бојанић) и друге.
Васке је преминуо, али је остао да живи кроз његове стихове и пјесме које воле сви у Србији и на Балкану, а пјесму Jаничар чак радо пјевају и у Турској.